# Motown Superstar Series, Vol. 7
Motown Superstar Series Volume 7 fue el primer álbum recopilatorio del artista Michael Jackson. Este álbum fue lanzado en el año 1980 por la discográfica Motown. 

## Lista de canciones
- One Day in Your Life
- Ben
- Take Me Back
- Just A Little Bit Of You
- I Wanna Be Where You Are
- We're Almost There
- Cinderella Stay Awhile
- Got To Be There
- Rockin' Robin
- With A Child's Heart